# گرافنبرگ (رویتلینگن)
گرافنبرگ (به آلمانی: Grafenberg) یک شهر در آلمان است که در Reutlingen واقع شده‌است.

## خواهرخوانده
شهر Puiseux-en-France خواهرخواندهٔ گرافنبرگ (رویتلینگن) هست.